# Сельское поселение «Село Ильинка»
Се́льское поселе́ние «Село Ильинка» — муниципальное образование в Хабаровском районе Хабаровского края Российской Федерации.
Административный центр — село Ильинка.

## История
Статус и границы сельского поселения установлены Законом Хабаровского края от 28 июля 2004 года № 208 «О наделении посёлковых, сельских муниципальных образований статусом городского, сельского поселения и об установлении их границ».

## Население
| 2010  | 2011  | 2012  | 2013  | 2014  | 2015  | 2016  |
| ----- | ----- | ----- | ----- | ----- | ----- | ----- |
| 2729  | ↗2738 | ↗2852 | ↘2827 | ↗2878 | ↗2946 | ↗3005 |
| 2017  | 2018  | 2019  | 2020  | 2021  | 2024  | 2025  |
| ↗3116 | ↗3164 | ↘3161 | ↘3148 | ↗3228 | ↗3335 | ↗3349 |

## Состав сельского поселения
| № | Населённый пункт | Тип населённого пункта       | Население |
| - | ---------------- | ---------------------------- | --------- |
| 1 | Ильинка          | село, административный центр | ↗3228     |